# Phytomyza kugleri
Phytomyza kugleri este o specie de muște din genul Phytomyza, familia Agromyzidae, descrisă de Spencer în anul 1974.
Este endemică în Israel. Conform Catalogue of Life specia Phytomyza kugleri nu are subspecii cunoscute.